# Petter Tande
Pour les articles homonymes, voir Tande.
Petter Laukslett Tande, né le 11 juin 1985 à Oslo, est un ancien athlète du combiné nordique norvégien.

## Carrière
Il a fait ses débuts en Coupe du monde au début de l'année 2002. Son premier podium intervient le 6 décembre 2003 à Trondheim et sa première victoire le 17 décembre 2005 à Ramsau am Dachstein. Entre-temps, il devient champion du monde par équipe en 2005 avec la Norvège. Aux Jeux olympiques d'hiver de 2006, il termine au pied du podium (quatrième) à l'épreuve individuelle à un dixième de son compatriote Magnus Moan. En 2008, il termine deuxième de la Coupe du monde derrière Ronny Ackermann après trois victoires en fin de saison à Liberec, Lahti et Oslo. En 2010, il participe à ses deuxièmes Jeux olympiques à Vancouver.
Petter Tande arrête sa carrière en 2011 et se reconvertit en tant que pêcheur.

## Palmarès

### Jeux olympiques d'hiver
| Épreuve / Édition | Turin 2006                       | Vancouver 2010                   |
| Sprint            | 6e                               | Épreuve inexistante à cette date |
| Gundersen         | 4e                               | Épreuve inexistante à cette date |
| Gundersen PT      | Épreuve inexistante à cette date | 17e                              |
| Gundersen GT      | Épreuve inexistante à cette date | 6e                               |
| Par équipes       |                                  | 5e                               |

PT = petit tremplin, GT = grand tremplin,  : épreuve non programmée

### Championnats du monde
| Épreuve / Édition | Épreuve / Édition | Oberstdorf 2005 | Sapporo 2007 | Liberec 2009 |
| Sprint            | Sprint            | 9e              | 6e           |              |
| Gundersen         | Gundersen         | 7e              | 13e          |              |
| Individuel        | K90 + 10 km       |                 |              | 19e          |
| Individuel        | K120 + 10 km      |                 |              | 15e          |
| Départ en ligne   | Départ en ligne   |                 |              | 7e           |
| Par équipes       | Par équipes       | Or              | Bronze       | 11e          |
| Par équipes       | Petit tremplin    |                 |              |              |
| Par équipes       | Grand tremplin    |                 |              | Bronze       |

### Coupe du monde
- Meilleur classement général : 2e en 2008.
- 17 podiums individuels, dont 6 victoires.
- 3 podiums par équipes dont 1 victoire.

 Dernière mise à jour le 1er avril 2010 

#### Différents classements en Coupe du monde
| Année     | Classement général final |
| 2001-2002 | 50e                      |
| 2002-2003 | 12e                      |
| 2003-2004 | 10e                      |
| 2004-2005 | 7e                       |
| 2005-2006 | 4e                       |
| 2006-2007 | 10e                      |
| 2007-2008 | 2e                       |
| 2008-2009 | 16e                      |
| 2009-2010 | 14e                      |
| 2010-2011 | 56e                      |

#### Détail des victoires individuelles
| Édition | Épreuve                                           |
| ------- | ------------------------------------------------- |
| 2006    | Ramsau am Dachstein (Mass-start – HS100 / 10 km). |
| 2006    | Oslo (Individuel – HS128 / 15 km).                |
| 2008    | Schonach (Gundersen – HS96 / 15 km).              |
| 2008    | Liberec (Mass-start – HS134 / 10 km).             |
| 2008    | Lahti (Gundersen – HS130 / 15 km).                |
| 2008    | Oslo (Sprint – HS128 / 7,5 km).                   |

### Championnats du monde junior
- Schonach 2002 : médaille de bronze de la mass-start par équipes.
- Solleftea 2003 : médaille d'argent de la mass-start par équipes, médaille de bronze du sprint et du Gundersen.
- Stryn 2004 : médaille d'or du sprint, de la Gundersen et de la mass-start par équipes.
- Rovaniemi 2005 : médaille d'or du sprint et de la Gundersen.